# Antoine Roy

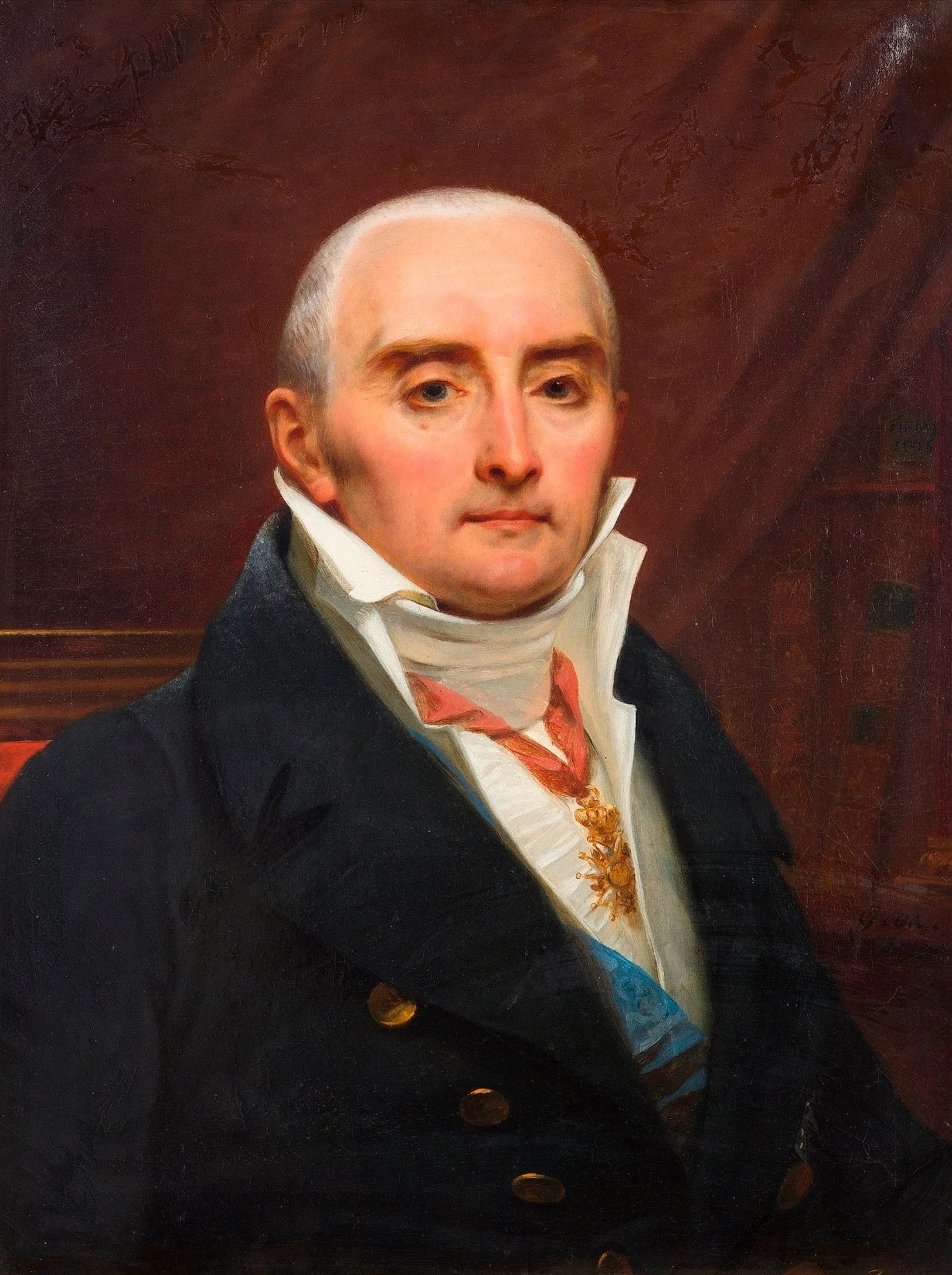
Antoine, comte Roy

Antoine, comte Roy (* 5. März 1764 in Savigny (Haute-Marne); † 3. April 1847 in Paris) war ein französischer Jurist, Politiker und Pair. In der Epoche der Restauration amtierte er dreimal als Finanzminister.

## Frühes Leben
Antoine Roy war der Sohn des Landwirts Charles Roy und der Claudette Grisot. Sein Vater ließ ihn ein humanistisches Gymnasium zu Langres besuchen. Danach studierte er in Paris Rechtswissenschaften und trat 1785 als Advokat beim Parlament in Paris auf. Als Anhänger der Monarchie war er der Französischen Revolution abhold und verteidigte politische Angeklagte, so 1792 – allerdings erfolglos – den Journalisten Barnabé Farmian Durosoy sowie drei Jahre später einige Personen, die in den royalistischen Putsch vom 13. Vendémiaire des Jahres 4 des französischen Revolutionskalenders (5. Oktober 1795) verwickelt waren und von ihm vor der Todesstrafe durch die Guillotine bewahrt wurden.  Er gab dann aber die juristische Laufbahn auf.
Am 17. April 1793 heiratete Roy Adélaïde-Sophie Barré (* 1775; † 1812), Tochter des Architekten Jean-Benoît-Vincent Barré und der Marie-Félicité Germain. Sie hatten zwei Töchter, Marie-Élisa (* 22. Januar 1794; † 27. Dezember 1851), die 1814 den Militär und Politiker Honoré-Charles Baston de La Riboisière heiratete, und Alexandrine-Sophie-Laure (* 28. April 1799; † 8. August 1854), die 1817 Gattin des Generals und Staatsmanns Auguste-Frédéric de Talhouët wurde.
Roy verband sich mit Claude Caroillon Destillières zur Ausbeutung von Wäldern und zum Betrieb großer Eisenhüttenwerke. Während der Revolution und des Kaiserreichs war Roy einer der Hauptlieferanten für das Kriegs- und Marineministerium und hatte daher trotz seiner royalistischen Gesinnung bis auf einen Rechtsstreit (s. u.) keine größeren Probleme.
Wegen seiner Vorliebe für die Monarchie erhielt Roy 1798 die Generalpacht der Güter des Herzogs von Bouillon, nämlich der Ländereien um das nahe Évreux gelegene Schloss von Navarra und die Administration des zugehörigen Waldes. Daneben machte er große Spekulationen mit Nationalgütern und wurde bald einer der reichsten Privatmänner Frankreichs. Er erwarb dann den Großteil des Besitzes des Herzogs von Bouillon, der in massiven finanziellen Schwierigkeiten steckte, gegen eine jährliche Zahlung von 300,000 Francs. Einige Monate danach starb der Herzog im Februar 1802. Seine ehemalige Güter wurden nun aber zum Staatseigentum erklärt und deren frühere Verwaltung durch Roy auf Befehl Napoleons untersucht. Das Ergebnis dieser Revision legte Defermon in einem Bericht vor, woraufhin Roy zu einer Entschädigung von etwa 2 Millionen Francs, die er ungerechtfertigterweise eingestreift haben sollte, an den Staatsschatz verurteilt wurde. Roy wollte seine Ansprüche auf den bei Évreux gelegenen Wald nicht aufgeben, verlor aber zwei diesbezügliche Prozesse 1802 und 1813. So gingen das Schloss von Navarra und die zugehörigen Ländereien zuerst 1808 an den Fürsten von Asturien über, danach 1810 an die Kaiserin Joséphine mit dem Recht der Übertragbarkeit auf den Prinzen Eugène de Beauharnais und dessen Söhne. Napoleon verweigerte Roy auch die Ausübung öffentlicher Ämter und widersetzte sich der Vermählung einer der Töchter Roys  mit dem Sohn Régniers, Herzogs von Massa.
Trotz seiner royalistischen Neigungen machte Roy während der ersten Restauration der Bourbonen (1814) noch keine politische Karriere. Während Napoleons anschließender Herrschaft der Hundert Tage konnte er sich an jenem rächen. Er trat für das Département Seine am 7. Mai 1815 in die Deputiertenkammer und widersetzte sich hier am 6. Juni dem Vorschlag, Napoleon den Treueid zu leisten. Am 16. Juni 1815 sprach er sich für die Einrichtung eines eigenen Ausschusses aus, der untersuchen sollte, ob der Krieg notwendig war. Während der Diskussion über das Finanzgesetz suchte er auf alle möglichen Weisen eine Kürzung der Mittel für die Armee zu erreichen.

## Laufbahn während der bourbonischen Restauration
Nach der zweiten Restauration der Bourbonen wurde Roy an deren Hof vorstellig und dort als ein – allerdings nicht armes – Opfer von Napoleons Despotismus anerkannt. König Ludwig XVIII. ernannte ihn zum Präsidenten des Wahlkollegiums zu Sceaux; zugleich wählte ihn das Département Seine am 22. August 1815 abermals in die – als Chambre introuvable titulierte – Kammer. Anfangs verteidigte Roy die ministerielle Politik; bald jedoch ging er zu den Doktrinären über und eröffnete einen heftigen Kampf gegen die damals die parlamentarische Mehrheit stellenden Ultraroyalisten. Als Besitzer von Nationalgütern war er besonders bemüht, alle Vorschläge der Ultras abzuweisen, die auf die Rückerstattung dieser Güter abzielten. Auch trat er für eine teilweise jährliche Erneuerung der Kammer durch Wahlen ein und gebrauchte bei einer diesbezüglichen Rede von den Ultras als beleidigend empfundene Ausdrücke, so dass er zur Ordnung gerufen wurde. Am 4. Oktober 1816 und am 20. September 1817 erreichte er jeweils seine Wiederwahl zum Deputierten. In den Jahren 1817 und 1818 erregte er großes Aufsehen durch seine gründlichen und freimütigen Berichte über das Budget. Er sprach sich gegen die großen dem Volk aufgebürdeten Lasten aus, empfahl am 21. März 1818 im Bericht über das Finanzgesetz Einsparungen von 21,5 Millionen Francs und verlangte, dass die Minister zu Anfang jeder Session einen Rechenschaftsbericht über ihre vorjährige Tätigkeit vorlegen sollten.
Am 7. Dezember 1818 erhielt Roy vom König das Portefeuille der Finanzen übertragen, wobei er in diesem Amt Corvetto nachfolgte, trat aber schon nach 22 Tagen wegen der Auflösung des Ministeriums mit Richelieu, Molé, Lainé und Pasquier wieder zurück. Neuer Finanzminister wurde der Baron Joseph-Dominique Louis. Dafür erhielt Roy das Angebot, die Leitung des Marineministeriums zu übernehmen, die er aber ablehnte, da er sich nicht vertraut genug mit den dabei zu bewältigenden Aufgaben fühlte. Stattdessen wurde er Staatsminister, Mitglied des Kronrats sowie Kommissar der Amortisations- und Depositenkasse. Er kehrte in die Deputiertenkammer zurück und hatte die Rückstände bei den Finanzberichten für die Jahre 1815–1818 zu untersuchen. Im Bericht über das Budget für 1819 schlug Roy abermals bedeutende Steuersenkungen im Ausmaß von 20 Millionen Francs vor und setzte sie auch durch.
Am 19. November 1819 übernahm Roy als Nachfolger des Barons Louis zum zweiten Mal die Führung des Finanzministeriums. Er veranlasste mehrere Reformen, welche die finanzielle Lage Frankreichs deutlich verbesserten, und brachte am 4. Januar 1820 einen Gesetzesentwurf zur definitiven Befreiung von Käufern von Nationalgütern ein  Am 16. Januar 1821 setzte er eine Verminderung der Grundsteuern von knapp 25 Millionen Francs durch und sparte trotzdem für dieses Jahr noch 30 Millionen Francs ein. Darüber hinaus brachte er nach dem Abzug der Alliierten die Schulden der Departements in Ordnung und bewilligte ihnen Entschädigungen. Auch erwirkte er einen jährlichen Zuschuss von 3,4 Millionen Francs zur Dotation der Ehrenlegion.
Am 14. Dezember 1821 musste Roy seinen Posten als Finanzminister an Villèle abtreten. Er trat mit allen Ministern zurück und hinterließ die Finanzen in ausgezeichnetem Zustand und über 50 Millionen Francs im königlichen Schatz. Daher wurde er noch im Dezember 1821 zum Graf und Pair von Frankreich ernannt. Auch in der Pairskammer wirkte er eifrig an den Verhandlungen über die Finanzen mit, wobei seinen Reden stets großer Respekt gezollt wurde.  Er verfolgte die Maßregeln seines Nachfolgers sehr kritisch und bekämpfte namentlich 1824 die von Villèle geplante Rentenreduktion, doch wurde sein Abänderungsantrag zu diesem Gesetz verworfen. Dennoch befand er sich auf dem Höhepunkt seiner Popularität und wurde von der liberalen Partei als einer ihrer tüchtigsten Redner und Geschäftsmänner angesehen.
Als der Erfolg der Opposition bei den Wahlen vom November 1827 den Rücktritt Villèles bewirkte und daraufhin Martignac am 5. Januar 1828 die Regierung übernahm, wurde Roy zum dritten Mal Finanzminister. Seine Vorschläge zu den Finanzangelegenheiten stießen aber häufig auf Widerstand bei der parlamentarischen Mehrheit und bei König Karl X. Am 14. April 1828 brachte er einen Gesetzesentwurf zur Aufnahme einer Anleihe von 80 Millionen Francs ein, um der Regierung ausreichende finanzielle Mitteln zur militärischen und diplomatischen Intervention im griechisch-türkischen Konflikt zur Verfügung zu stellen. Dabei sollte der Ertrag von vier Millionen fünfprozentigen Rentenpapieren außerordentliche diplomatisch-militärische Kosten des Jahres 1828 decken. Nach lebhaften Debatten wurde der Entwurf mit 287 gegen 65 Stimmen angenommen. Die Gesetzesinitiativen zur definitiven Abrechnung des Jahres 1826 sowie zu den Extrakrediten des Jahres 1827 führten auch zu hitzigen Diskussionen, in denen Roy seine gewohnte Geistesschärfe bewies.
In der Session von 1829 stieß Roy auf neue Hindernisse. Die Parteienkämpfe bewirkten heftige Irritationen und bei den Debatten über die Finanzgesetze kam es zu generellen politischen Erörterungen. Das Budgetprovisorium für 1830 wurde schließlich angenommen und daraufhin die Session der Kammer am 31. Juli 1829 geschlossen. Karl X. installierte bald danach ein sehr reaktionäres Kabinett unter der Führung von Jules de Polignac und ersuchte Roy, sein Portefeuille zu behalten. Der Finanzminister wollte aber die ihm dabei gestellten Bedingungen nicht akzeptierten und machte daher am 8. August 1829 für den Grafen Chabrol Platz. Am 21. Februar 1830 erhielt er die Abzeichen des Ordens vom heiligen Geist und des Michaelordens. Seitdem beschränkte sich Roys öffentliche Tätigkeit auf die Verhandlungen in der Pairskammer.

## Leben nach der Julirevolution von 1830 und Tod
Nach der Julirevolution von 1830 erwies sich Roy als treuer Anhänger der Dynastie Orléans und akzeptierte die Regierung von Louis-Philippe I. sofort. Hierauf brachte er wieder seine langjährige Erfahrung in Finanzfragen in der Pairskammer ein. 1831 verfasste er Berichte für die mit der Überprüfung des Amortisationsgesetzesentwurfs betraute Kommission, zur geplanten Veräußerung staatlicher Wälder und zu den Sondersteuern. Im nächsten Jahr erstellte er ebenfalls mehrere Berichte, insbesondere zum definitiven Budget von 1829. Er nahm dann 1833  an den Debatten über die endgültige Abrechnung des Budgets von 1830 sowie über den Gesetzesentwurf zur Verteilung der Mittel des Tilgungsfonds teil. 1834 verfasste er den Rapport für die zur Ausarbeitung des provisorischen Ausgabenbudgets des Jahres 1835 bestellte Kommission. In der folgenden Session 1835 gab er einen Bericht zum Sparkassengesetz heraus. Dann waren die Gesetze über die Gemeindewege und Zolltarife (1836), die geforderten Kredite für Bauarbeiten der öffentlichen Hand (1837) und die Entwürfe zur Tilgung fünfprozentiger Rentenpapiere (1839/40) Themen seiner Rapporte.  Auch wurde er Präsident des Generalrats im Marinedepartement sowie 1841 der Kommission zur Kontrolle der Amortisationskasse.
In seinen letzten Lebensjahren mischte sich Roy immer weniger in die Parlamentsarbeit ein, obwohl er weiterhin zu Finanzfragen Stellung nahm. Nach einem Schlaganfall starb er am 3. April 1847 in Paris im Alter von 83 Jahren. Das enorme Vermögen, das er seinen beiden Töchtern hinterließ, belief sich auf etwa 40 Millionen Francs. Er war auch Träger des Großkreuzes der Ehrenlegion gewesen.